# Helcia
Helcia là một chi thực vật có hoa trong họ, Orchidaceae.